# Palestinesi
I palestinesi (in arabo الفلسطينيون‎?, al-Filasṭīniyyūn) costituiscono un popolo di etnia araba originario della Palestina. Nonostante la Nakba, circa metà dei palestinesi nel mondo continua a vivere negli stati di Palestina e Israele all'interno della Palestina storica, dove i palestinesi costituiscono circa metà della popolazione (mentre l'altra metà è composta da ebrei israeliani).

## Storia
Gli arabi residenti in Palestina cominciarono ad usare diffusamente il termine "palestinese" per indicare il concetto nazionalista di un popolo palestinese nel periodo precedente alla prima guerra mondiale. Nei diciannove giornali fondati in Palestina tra il 1908 e il 1914, erano frequenti i riferimenti a una peculiare nazione palestinese (al-umma al-filasṭīniyya in arabo), tra l'altro in contrapposizione all'immigrazione sionista percepita come una minaccia all'identità di tale nazione. Elementi costitutivi di tale identità erano la provenienza dalla regione a ovest del fiume Giordano nota da secoli in arabo come Filasṭīn e considerata dai musulmani terra santa (al-Ard al-Muqaddasa), l'attaccamento a un particolare villaggio e l'appartenenza a uno specifico clan familiare, l'uso di un particolare dialetto arabo (arabo palestinese), la religione (in maggioranza l'islam sunnita, ma con minoranze cristiane, sciite e druse) e gli usi locali. Al contempo, la nazione palestinese era sentita come parte del mondo arabo e del Bilad al-Sham ("Grande Siria") in particolare.
Durante il periodo del mandato britannico della Palestina, il termine "palestinese", sebbene fosse usato anche per riferirsi a ogni cittadino del mandato (inclusi gli ebrei; la brigata ebraica - composta esclusivamente da ebrei - che ha combattuto durante la II Guerra Mondiale a fianco degli alleati, inquadrata nell'esercito britannico, venne allora chiamata Brigata Palestinese) diventerà poi riferito alla popolazione arabofona quando riferito a una specifica identità nazionale (anziché alla cittadinanza), e apparve frequentemente in libri, riviste e giornali arabi per tutto il periodo del mandato.
Nel dicembre 1920, gli arabi palestinesi in un congresso tenutosi a Haifa dichiararono che la Palestina era un'entità araba autonoma e rifiutarono le rivendicazioni ebraiche sulla Palestina. Dopo l'esodo del 1948, e ancor più dopo la Guerra dei sei giorni nel 1967, il termine è venuto a significare non solo un luogo di origine, ma anche il senso di un comune passato e futuro da attuarsi in forma di uno Stato-nazione palestinese, lo Stato di Palestina, da situarsi su Cisgiordania, Striscia di Gaza e Gerusalemme Est.
Controversie sull'uso politico del termine sono sorte spesso, in base ad alcune dichiarazioni di leader palestinesi come Zuhayr Muhsin.

## Nel diritto internazionale
Il popolo palestinese è rappresentato davanti alla comunità internazionale dall'Organizzazione per la Liberazione della Palestina (OLP), nata nel 1964 e riconosciuta dall'ONU come rappresentante del popolo palestinese nel 1974. Nel 2012, l'ONU ha anche riconosciuto lo Stato di Palestina proclamato dall'OLP nel 1988. In seguito agli accordi di Oslo tra Israele e OLP è stato istituito un organismo di autogoverno palestinese ad interim su parte della Striscia di Gaza e della Cisgiordania, detto Autorità Nazionale Palestinese. Essa ha organi legislativi con poteri sovrani, in particolare il Consiglio legislativo palestinese (o Parlamento palestinese) con sede a Ramallah, i cui membri sono eletti a suffragio universale dagli abitanti dei territori palestinesi.

## Demografia
Il totale della popolazione palestinese in tutto il mondo era stimato dall'Ufficio Centrale di Statistica dello Stato di Palestina in 12,37 milioni di persone alla fine del 2015: 4,75 milioni nello Stato di Palestina (di cui 2,9 milioni in Cisgiordania e 1,85 milioni nella Striscia di Gaza), 1,47 milioni in Israele (dove sono detti cittadini arabi di Israele), 5,46 milioni in Paesi arabi (soprattutto in Giordania, Siria e Libano) e 685 000 nel resto del mondo. Al 1º gennaio 2015, 5.149.742 erano registrati dall'UNRWA come rifugiati palestinesi in Giordania, Siria, Libano, Cisgiordania e Striscia di Gaza; di questi molti risiedevano nei campi-profughi palestinesi.
I palestinesi sono prevalentemente musulmani sunniti, anche se vi è una significativa minoranza sciita concentrata soprattutto nel sud del Libano. Gli appartenenti alla comunità cristiana sono localizzati principalmente nei distretti di Betlemme, Ramallah, Gerusalemme e nella regione della Galilea all'interno dello stato di Israele.

## Galleria d'immagini

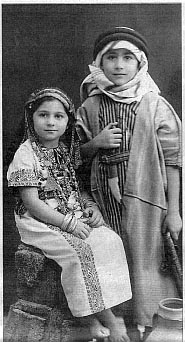
Il cristiano Edward Said da giovane nel 1940.
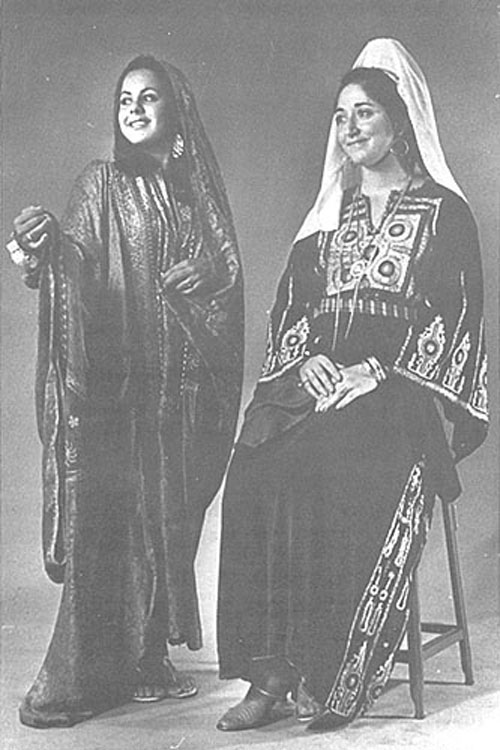
Vestito palestinese
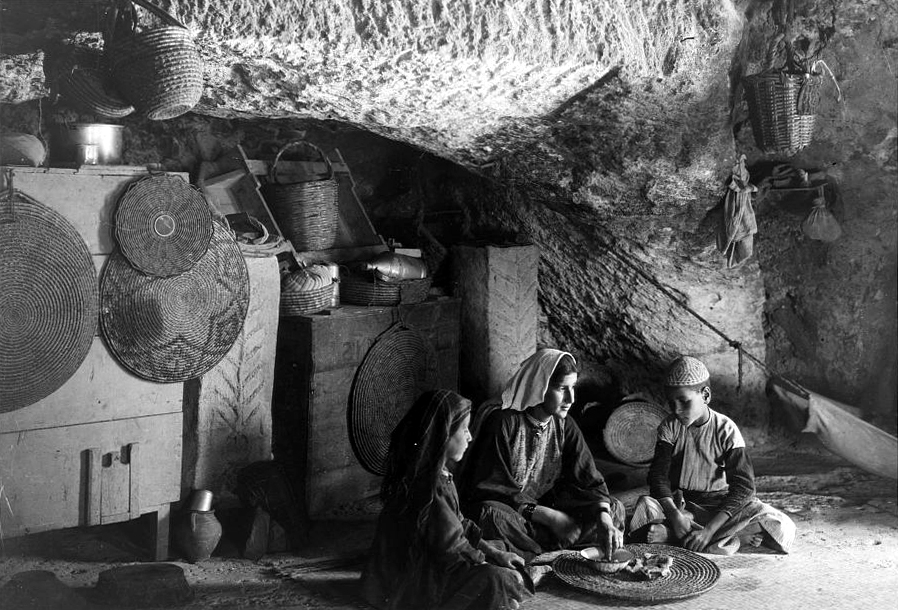
Famiglia povera a Betlemme 1910.
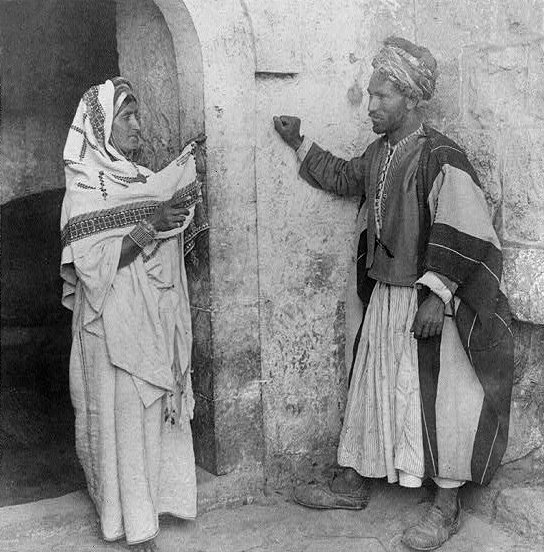
Abitanti a Ramallah.
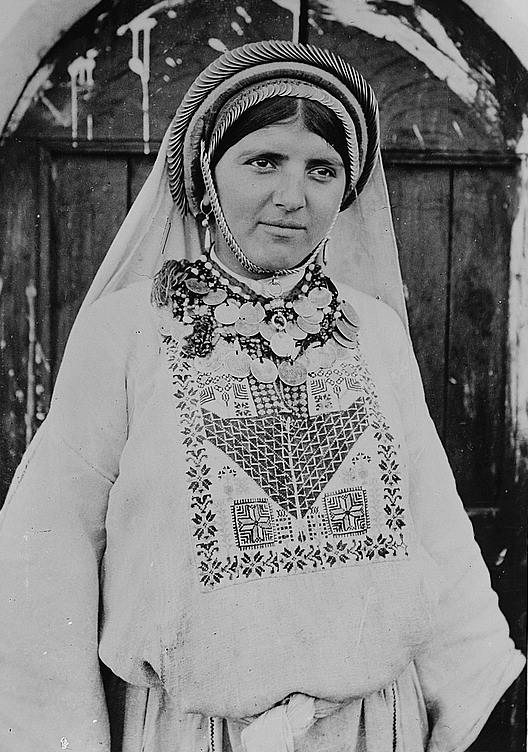
Vestito di donna di Ramallah 1910.
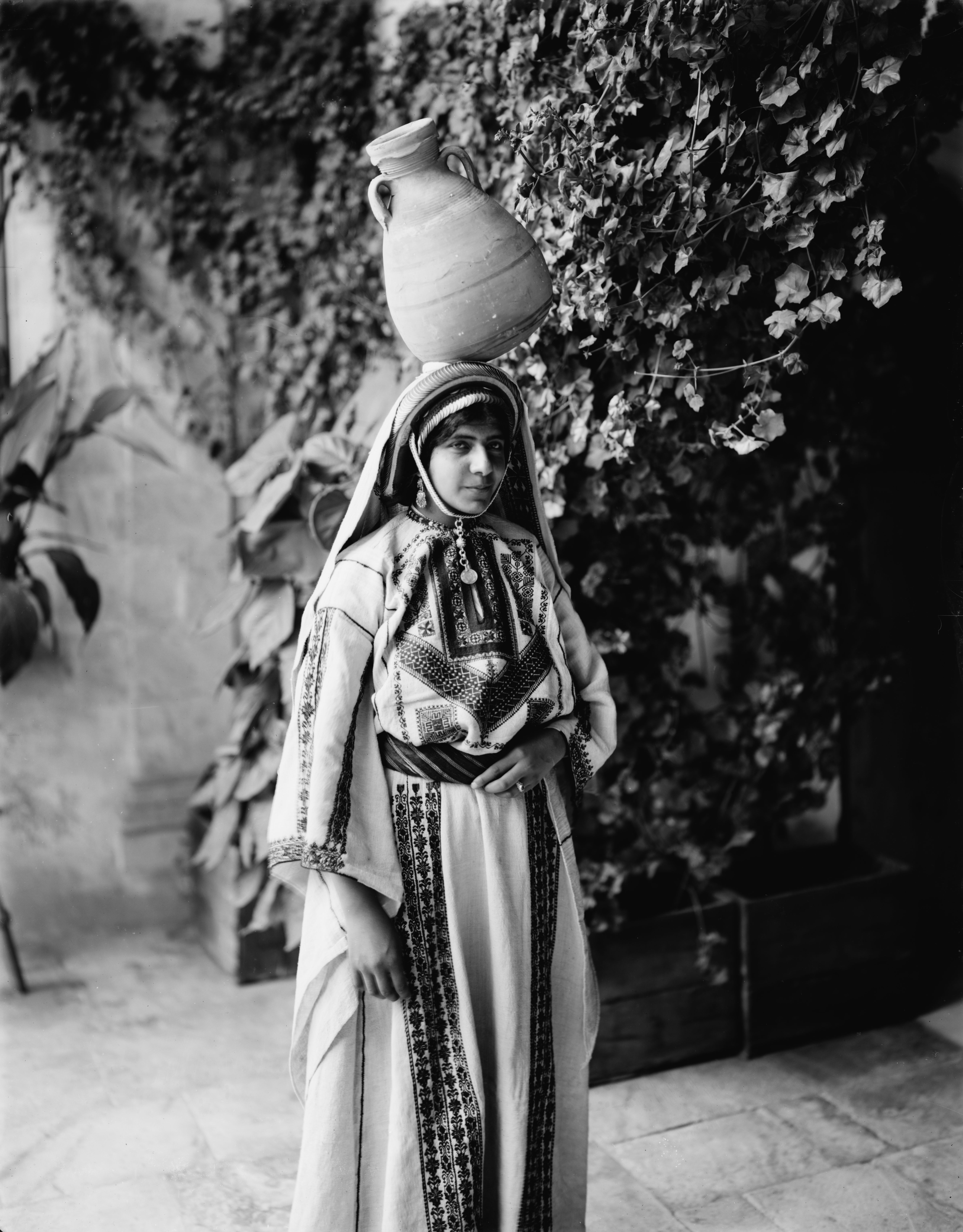
Vestito di donna di Ramallah 1910.
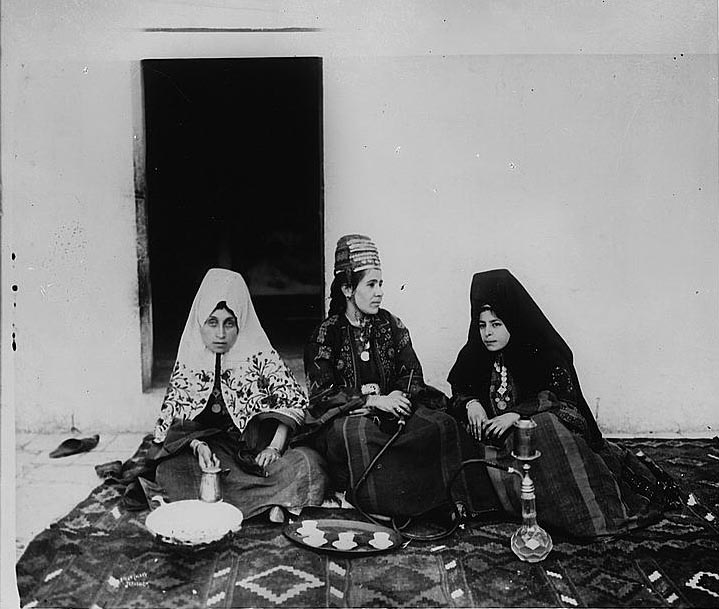
Vicini si intrattengono 1910.
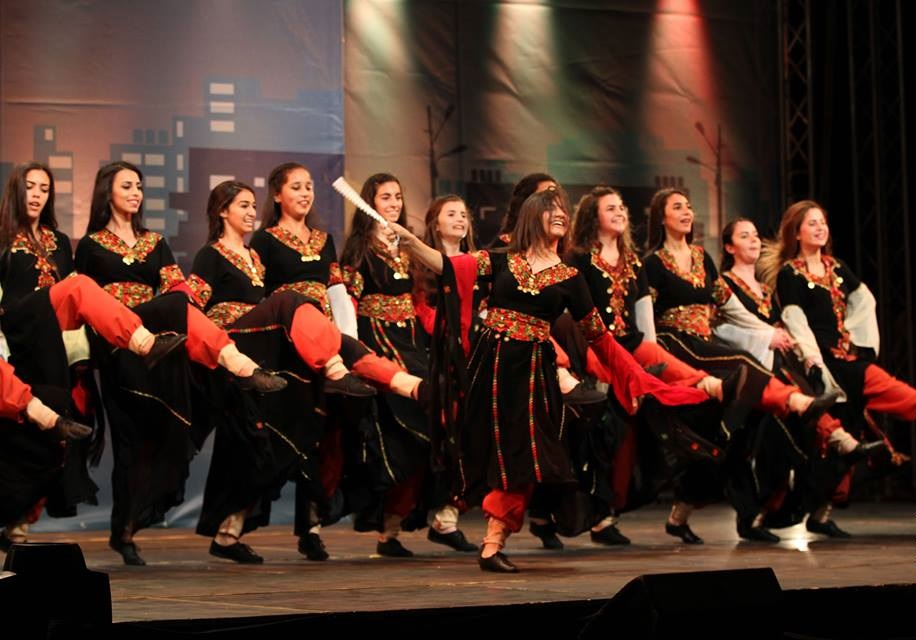
Ragazze palestinesi danzano la dabka